# LMガイド
LMガイド（えるえむガイド）は、機械の直線運動部を「ころがり」を用いてガイドする機械要素部品である。名称は『Linear Motion Guide（リニア・モーション・ガイド）』の略である。
THKの商標である。

## 概要
THKが開発し、1972年に販売開始。「直線運動部の転がり化」をTHKが世界で初めて実用化した。多くのメーカーが同ジャンルの製品を販売しているがTHKが最も高いシェアを得ており、公称ではその推定シェアは国内約70％、世界でも約60％となっている。
主にLMレールとLMブロックの2部品で構成されており、LMレール上をLMブロックがスライドすることで直線運動をガイドする。
直線運動部のころがり化は、メカトロニクス機器の高精度化・高速化・省力化など、機械性能を向上させた。最近では、液晶製造ライン・鉄道車両・福祉車両・医療用機器・高層ビルや住宅・アミューズメント機器などにも使用されている。

## THK以外のメーカーの同種の製品
THK以外のメーカーも同種の製品を販売しており、各メーカーごとに名称は異なる。『LMガイド』という名称はTHKの商標であるため、他メーカーは使用できない。
- リニアガイド - 日本精工
- リニアガイド - ミスミ
- リニアウェイ - IKO日本トムソン
- リニアガイドウェイ - ハイウィン
- LMBガイド - 竹内精工